# Mars Express
Mars Express es una misión de exploración de Marte de la Agencia Espacial Europea y la primera misión interplanetaria europea. El término «Express» se refiere a la velocidad y eficiencia con la que la nave fue diseñada y construida.
Mars Express consiste de dos partes, el Mars Express Orbiter y el Beagle 2, un aterrizador diseñado para investigar exobiología y geoquímica in situ en la superficie marciana. El Beagle 2 falló al intentar aterrizar en la superficie de Marte, pero el orbitador ha estado realizando investigaciones científicas satisfactoriamente desde entonces. Beagle hubiera facilitado información acerca de la posible vida de organismos en el pasado marciano.
Algunos de los instrumentos de la nave, incluyendo la cámara y algún espectrómetro son heredados de la fallida misión rusa a Marte Mars 96 en 1996. El resto de instrumentos así como la totalidad de la Plataforma son diseños europeos. El diseño básico está basado a su vez en la nave Rosetta. Dada la versatilidad y fiabilidad del diseño, se reutilizó también para la sonda Venus Express.

## Perfil de la misión y línea temporal

### Descripción de la misión
La misión de la sonda Mars Express está enfocada a la inserción orbital y posible estudio in situ del interior, subsuperficie, superficie, atmósfera y el ambiente del planeta Marte. Los objetivos científicos de la misión Mars Express son el completar las metas científicas de la misión rusa Mars 96 y que se completaría con investigación de exobiología de la misión fallida de Beagle 2.
La exploración de Marte es crucial para un mejor entendimiento de la Tierra desde un punto comparativo en planetología. El orbitador Mars Express posee "imagen de alta resolución" y mapeo de mineralogía de la superficie, sondeo de radar de la subsuperficie justo debajo de la capa permafrost, una determinación precisa de la composición de la atmósfera y un estudio de la interacción de la atmósfera interplanetaria.
La nave espacial lleva 7 instrumentos científicos, un pequeño lander, un Lander Relay y una cámara de monitoreo visual, todos ellos ayudaran a resolver el misterio de la desaparición del agua en Marte. Todos los instrumentos tomaran mediciones de la superficie, atmósfera y la media interplanetaria, desde la nave principal en orbital polar, la cual permitirá cubrir todo el planeta gradualmente.
El presupuesto total del proyecto Mars Express excluyendo el Lander es de 150 millones de euros (aproximadamente US$185 millones de dólares)

### Construcción de la nave
El principal constructor de la sonda fue EADS Astrium Satellites. La sonda tiene una masa de 1042  kg.

### Preparación de la misión
En el año de la preparación del lanzamiento de la nave, numerosos grupos de expertos distribuidos en las compañías contribuyentes y organizadoras prepararon los elementos espaciales y de tierra. Cada uno de estos grupos se concentró en su área de responsabilidad y en su coordinación. Se necesitaron requerimientos adicionales para la fase de lanzamiento y primeras órbitas (LEOP) y todas las fases operativas críticas; no era suficiente el intercambio, fue fundamental integrar los grupos en un Equipo de Control de Misión. Los diferentes expertos deben trabajar juntos en un ambiente operativo y la interacción entre todos los elementos del sistema (software, hardware, humano) debe ser correcta para conseguir todo lo siguiente:
- Los procedimientos para las operaciones de vuelo deben estar por escrito y validados hasta el mínimo detalle.
- El sistema de control ha de ser verificado
- Tests de verificación del sistema deben ser realizados para demostrar la correcta interacción de los segmentos espacial y de tierra.
- Debe ser realizado el Test de Disponibilidad de la Misión con las estaciones de tierra.
- Debe realizarse una Campaña de Simulación

### Lanzamiento
La nave espacial fue lanzada el 2 de junio de 2003 a las 23:43 tiempo local (17:45 UT, 1:45 p. m. EDT) desde el Cosmódromo de Baikonur en Kazajistán usando un cohete Soyuz Fregat, el propulsor Fregat fue disparado a las 19:14 UT para impulsarlo y se separa de Mars Express a las 19:17 UT.
Se desplegaron los paneles solares y se realiza una corrección de trayectoria el 4 de junio para poner en trayectoria interplanetaria a la sonda.

### Fase cercana a la Tierra
Aún cerca de la Tierra se realizó la fase que comprende desde la separación de la nave espacial de la etapa superior del lanzador hasta la finalización de la comprobación inicial de la nave y la carga útil. Incluye el despliegue de los panales solares, la actitud inicial de la adquisición, el desanclaje de la Beagle 2 como mecanismo complementario, la inyección de corrección de errores de maniobra y la primera revisión de la nave espacial y de la carga útil (la revisión definitiva de la carga útil tiene lugar después de la inserción orbital en Marte). La carga útil se comprueban a cabo uno de los instrumentos a la vez. Esta etapa duró alrededor de 1 mes.

### Fase interplanetaria
Esta fase es la final de las fases de comisionado cercanas a la Tierra hasta un mes antes de la maniobra de captura de Marte. Incluye maniobras de corrección de trayectoria y de las cargas útiles de calibración. La carga útil no se usa durante la fase de crucero, con la excepción de algunas comprobaciones intermedias. Esta etapa dura alrededor de 5 meses.
Aunque originalmente se había pensado que fuera una fase de "tranquilo crucero", pronto se hizo evidente que esta fase "de crucero" se complicaría. Los problemas con el rastreador de estrellas, problemas de energía eléctrica, maniobras adicionales, y sobre el 28 de octubre, el Vehículo espacial fue alcanzado por una de las erupciones solares más grandes jamás registradas. Más acerca de esto, consulte "documentos publicados" en la parte inferior del artículo.

### Inserción orbital
Mars Express alcanzó Marte después de un viaje de 400 millones de kilómetros, e ingresó a la órbita marciana el 25 de diciembre de 2003.

### Lanzamiento del aterrizador
El aterrizador, Beagle 2 fue lanzado el 19 de diciembre desde el orbitador hacia la superficie. El 20 de diciembre sus motores lo colocaron en órbita favorable para su descenso gradual que culminaría el 25 de diciembre. Después de repetidos intentos de contactar al Beagle 2, estos fracasaron. Fue declarada perdida y probablemente destruida el 6 de febrero de 2004. El 11 de febrero de 2004, la ESA anunció el inicio de una investigación completa para determinar las fallas y errores que causaron la pérdida de la costosa sonda Beagle 2.

### Despliegue de MARSIS
El 4 de mayo de 2005, Mars Express desplegó el primero de sus dos tubos de radar de 20 m de longitud para su instrumento MARSIS (Mars Advanced Radar for Subsurface and Ionosphere Sounding). Al principio el tubo no encajó por completo en su sitio; sin embargo, el 10 de mayo fue expuesto a la luz solar durante unos minutos y se solucionó el problema. El segundo tubo fue desplegado con éxito el 14 de junio. Ambos tubos eran necesarios para crear una antena dipolo de 40 m necesaria para que MARSIS pudiera funcionar; un menos crucial tubo de 7 m para otra antena fue desplegado el 17 de junio. En la planificación original, los tubos deberían haberse desplegado en abril del 2004, pero se decidió aplazar por miedo a que el despliegue pudiera dañar a la sonda. Debido a la demora se decidió dividir la fase de cuatro semanas en dos partes, con dos semanas corriendo hasta el 4 de julio y otras dos semanas en diciembre de 2005.
El despliegue de las barreras han sido una tarea de alta complejidad y ha demostrado la eficacia de la cooperación interinstitucional SEC, NASA, Industria y Servicios públicos.
Observaciones científicas nominales comenzaron durante julio de 2005.

### Misión extendida
La ESA decide extender la misión hasta el 31 de diciembre de 2009.

## Diseño de la nave
La sonda Mars Express es un cubo, con dos paneles solares que se extienden desde los lados opuestos. La masa de la nave es de 1.123 kg, de los cuales 113 kg son de un bus principal con la carga útil, 60 kg son de la cápsula de aterrizaje y 457 kg son del propelente.
El cuerpo principal es de 1,5 m x 1,8 m x 1,4 m de tamaño, con una estructura de nido de abeja de aluminio cubierto por una capa de aluminio. La medida de los paneles solares es de 12 m. La antena parabólica de 1,8 m de diámetro está montado en una cara, apuntando en la misma dirección que los paneles solares. Dos antenas dipolo de 20 m de largo de alambre de lado opuesto se extienden desde las caras perpendiculares a los paneles solares, como parte de la sonda de radar. Un monopolo de 4 m de la antena de baja ganancia se monta desde la cara superior.
El cuerpo está construido alrededor del sistema de propulsión principal, que consiste en un propulsor principal bi-motor de 400 N. Los dos tanques de 267 litros de carburante tienen una capacidad total de 595 kg. Aproximadamente 370 kg son necesarios para la misión nominal. Se utiliza un tanque de 35 litros de helio a presión para forzar el combustible hacía el motor. 
Las correcciones de trayectoria se harán mediante un conjunto de ocho propulsores de 10 N, uno conectado a cada rincón del bus de la nave espacial. El control de actitud (estabilización de 3 ejes) se logra mediante dos unidades de 3 ejes de medición inercial, un conjunto de dos rastreadores de estrellas y dos sensores solares, giroscopios, acelerómetros, y cuatro ruedas de reacción de 12 millas náuticas.
La precisión es de 0,4 grados con respecto al sistema de referencia inercial y 0,8 grados con respecto a la estructura orbital de Marte. 
El control de la temperatura se mantiene a través del uso de radiadores, varias capas de aislante, y activamente controlado por calentadores.
La configuración de la nave espacial está optimizado para un Soyuz Fregat, pero es totalmente compatible con un vehículo de lanzamiento Delta II si es necesario.
La energía de la nave espacial la proporcionan los paneles solares que tienen un área de  11,42 metros cuadrados de células de silicio. La potencia prevista inicialmente era de 660 W a 1,5 UA, pero una conexión defectuosa ha reducido la cantidad de potencia disponible en un 30%, a alrededor de 460 W. Esta pérdida de potencia se espera que no tenga un impacto significativo en el retorno científico de la misión. La energía se almacenan en tres baterías de litio-ion con una capacidad total de 64,8 Ah, para su uso durante los eclipses. El voltaje está regulado a 28 V, el requisito de potencia de pico en Marte es de 450 W. 
Las telecomunicaciones son a través de la alta ganancia de la antena parabólica, dos de baja ganancia omnidireccional S-antenas de banda. Estos proporcionan la banda X (7,1 GHz) y banda S (2,1 GHz) de enlace ascendente y descendente. Dos relés Lander Marte UHF antenas están montadas en la cara superior de la comunicación con el Beagle 2. La nave espacial está dirigida por dos auxiliares de control y gestión de datos con un 10 gigabits de memoria de estado sólido de masas para el almacenamiento de datos y la información de limpieza para la transmisión.
La carga útil de la ciencia se compone de siete experimentos. La cámara estereoscópica de alta resolución (HRSC) se monta dentro del cuerpo de la nave, cuyo objetivo a través de la cara superior de la nave, que es el nadir de señalar durante las operaciones de Marte. Un espectrómetro visible e infrarrojo cercano (OMEGA), el espectrómetro de infrarrojos (PFS) y el espectrómetro ultravioleta (SPICAM) también montado en el interior señalando la cara superior. El neutro y sensores de partículas cargadas (ASPERA) se montan en la cara superior. El radar del subsuelo y el altímetro está montado en el cuerpo y es el nadir de señalar, y también incorpora las antenas de dos de 20 metros. El experimento de ciencia de radio (MaRS) utiliza el subsistema de comunicaciones. La masa total presupuestado para la carga útil de la ciencia es de 116 kg.